# Diplectrona japonica
Diplectrona japonica är en nattsländeart som först beskrevs av Banks 1906.  Diplectrona japonica ingår i släktet Diplectrona och familjen ryssjenattsländor. Inga underarter finns listade i Catalogue of Life.